# Distrito de Forbach-Boulay-Moselle
El distrito de Forbach-Boulay-Moselle (en francés arrondissement de Forbach-Boulay-Moselle) es una división administrativa francesa, situada en el departamento de Mosela, de la región de Gran Este, creado a partir de la unión de los antiguos distritos de Boulay-Moselle y Forbach.

## División territorial

### Cantones
Hasta 2015:
Los cantones del distrito de Forbach-Boulay-Moselle desde su creación en enero de 2015 hasta marzo de 2015 eran:
1. Behren-lès-Forbach
2. Boulay-Moselle
3. Bouzonville
4. Faulquemont
5. Forbach
6. Freyming-Merlebach
7. Grostenquin
8. Saint-Avold-1
9. Saint-Avold-2
10. Stiring-Wendel

Actualmente: 
1. Boulay-Moselle
2. Bouzonville (que abarca parte de los distritos de Forbach-Boulay-Moselle y Thionville)
3. Faulquemont (que abarca parte de los distritos de Forbach-Boulay-Moselle y Metz)
4. Forbach
5. Freyming-Merlebach
6. Saint-Avold
7. Sarralbe (que abarca parte de los distritos de Forbach-Boulay-Moselle y Sarreguemines)
8. Stiring-Wendel

## Historia
El gobierno francés decidió en su decreto ministerial n.º 2014-1721, de 29 de diciembre de 2014, suprimir los distritos de Boulay-Moselle, Château-Salins, Metz-Campiña y Thionville-Oeste, y sumarlos a los distritos de Forbach, Sarrebourg, Metz-Villa y Thionville-Este respectivamente, a fecha efectiva de 1 de enero de 2015, excepto el caso de los distritos de Château-Salins y Sarrebourg que lo fueron a fecha efectiva de 1 de enero de 2016.